# 保護輪廓
保護輪廓（Protection Profile，簡稱PP）是依照ISO/IEC 15408以及資訊技術安全評估共同準則（Common Criteria, CC）為產品認證時，需要提供的文件。保護輪廓是通用形式的安全目標（Security Target，ST），一般是由使用者或是使用者社群所建立，針對信息保障的安全需求，提供一份和實施方式無關的規格書。PP中會包括威脅、安全objectives、假設、安全機能需求（SFR）、安全保障需求（SAR）以及其原因。
PP針對特定種類的資訊系統產品，說明一般性的安全評估準則，以確認特定供應商的聲明是否有符合需求。PP一般也會標示由數字1到7組成的評估保障等級，說明在評估產品符合PP中所述的安全需求時，安全評估的深度以及嚴謹度（多半會反映在支持文件以及測試上）。
美國國家標準技術研究所（NIST）及美國國家安全局（NSA）已同意合作開發已驗證的美國政府PP。

## 目的
PP會針對一系列的系統或產品（稱為評估目標，TOE），嚴謹的說明對應的安全問題，也說明要解決這個問題所需的安全需求，但不會具體說明需求實現的方式。PP也可能繼承一個或多個PP的需求。
為了讓產品可以依照Common Criteria評估並且取得認證，產品供應需要定義產品的安全目標（ST）文件，其中會符合一個或多個PP的內容。因此PP可以視為是產品ST的樣版。

## 問題點
資訊技術安全評估共同準則中有以數字表示的EAL，對不熟悉準則的人而言，比較EAL是最簡單直覺的作法，但這容易造成誤導。若不瞭解評估用到的ST以及PP中的安全特性，EAL本身的數字是沒有意義的。技術上，要評估產品需要同時評估EAL以及功能需求。不過很不幸的，要確認PP中的安全特性是否符合應用所需，這需要非常強的IT安全知識。評估產品是一回事，這和決定某產品的CC評估是否符合特定應用，是完全不同的。目前還不清楚有哪些值得信賴的機構具有針對Common Criteria已評估產品，評估其系統應用性的深度IT安全知識。
這類評估的問題其實早就出現。約在幾十年前，有一個大型的研究計劃，要定義可以保護資訊的軟體特性，評估其強度，並且將安全特性對應到特定的作業環境風險，當時就已提出類似的問題。結果記錄在《Rainbow Series》中。其中的橘皮書沒有用類似EAL和功能需求分開標示的作法，採用一個較早期的作法，將功能保護能力以及適當的保障需求放在同一個分類裡，以此方式定義了七個分類。而黃皮書定義一個安全環境以及對應風險的矩陣，接著準確的說明在橘皮書的各個分類裡，哪一種安全環境會有效。此作法為非專業人士判斷某一產品是否適合特定應用，提供明確的作法。後來沒有這種應用技術，算是用Common Criteria取代橘皮書的非預期結果。

## 有PP的安全設備

### 已驗證，美國政府的PP
- 防毒軟體[1]（日落期限：2011.06.01）
- 金鑰回復（Key Recovery）
- 憑證認證（Certification Authorities）[2]
- Tokens
- 資料庫管理系統
- 防火牆
- 作業系統
- 主機型入侵檢測系統（IDS/h）

### 已驗證，非美國政府的PP
- 智慧卡
- 遠端電子投票系統[3]
- 可信系統環境[4]

## 外部連結
- International Protection Profiles （页面存档备份，存于）
- NIAP Protection Profiles （页面存档备份，存于）
- Computer Security Act of 1987